# Kate Bushs diskografi
Dette er en diskografi over udgivelserne fra den engelske musiker og komponist Kate Bush.

## Album
| År   | Album                         | UK | US  | Noter                                                                                              |
| ---- | ----------------------------- | -- | --- | -------------------------------------------------------------------------------------------------- |
| 1978 | The Kick Inside               | 3  | -   | debutalbum                                                                                         |
| 1979 | Lionheart                     | 6  | -   | -                                                                                                  |
| 1979 | Live on Stage                 | -  | -   | liveoptagelser                                                                                     |
| 1980 | Never for Ever                | 1  | -   | -                                                                                                  |
| 1982 | The Dreaming                  | 3  | 148 | -                                                                                                  |
| 1984 | The Single File               | -  | -   | Box-set inkluderende alle singler indtil dato                                                      |
| 1983 | Kate Bush                     | -  | -   | Kun udgivet i Nordamerika                                                                          |
| 1985 | Hounds of Love                | 1  | 30  | -                                                                                                  |
| 1986 | The Whole Story               | 1  | 78  | Hitsamling, inklusiv en genindspildning af "Wuthering Heights"                                     |
| 1989 | The Sensual World             | 2  | 43  | -                                                                                                  |
| 1990 | This Woman's Work 1978-1990   | -  | -   | Et box-set af hendes indtil dato seks albummer og to plader med sjældne b-sider, genudgivet i 1998 |
| 1993 | The Red Shoes                 | 2  | 28  | -                                                                                                  |
| 1994 | Live at the Hammersmith Odeon | -  | -   | liveoptagelser, udgivet som en kombination af både CD og video                                     |
| 2005 | Aerial                        | 3  | 48  | dobbeltalbum                                                                                       |
| 2011 | 50 Words for Snow             | -  | -   | |

## Singler
| År   | Sang                                     | UK singles | US Hot 100 | US Modern Rock | Album                                                 |
| ---- | ---------------------------------------- | ---------- | ---------- | -------------- | ----------------------------------------------------- |
| 1978 | "Wuthering Heights"                      | 1          | -          | -              | The Kick Inside                                       |
| 1978 | "The Man With The Child In His Eyes"     | 6          | 85         | -              | The Kick Inside                                       |
| 1978 | "Hammer Horror"                          | 44         | -          | -              | Lionheart                                             |
| 1979 | "Wow"                                    | 14         | -          | -              | Lionheart                                             |
| 1979 | "Live On Stage" EP                       | 10         | -          | -              | Liveoptagelse fra koncert ved Hammersmith Odeon       |
| 1980 | "Breathing"                              | 16         | -          | -              | Never For Ever                                        |
| 1980 | "Babooshka"                              | 5          | -          | -              | Never For Ever                                        |
| 1980 | "Army Dreamers"                          | 12         | -          | -              | Never For Ever                                        |
| 1980 | "December Will Be Magic Again"           | 29         | -          | -              | Ikke fra et album (Julesang)                          |
| 1981 | "Sat In Your Lap"                        | 11         | -          | -              | The Dreaming                                          |
| 1982 | "The Dreaming"                           | 48         | -          | -              | The Dreaming                                          |
| 1982 | "There Goes a Tenner"                    | -          | -          | -              | The Dreaming                                          |
| 1985 | "Running Up That Hill (A Deal With God)" | 3          | 30         | -              | Hounds Of Love                                        |
| 1985 | "Cloudbusting"                           | 20         | -          | -              | Hounds Of Love                                        |
| 1986 | "Hounds Of Love"                         | 18         | -          | -              | Hounds Of Love                                        |
| 1986 | "The Big Sky"                            | 37         | -          | -              | Hounds Of Love                                        |
| 1986 | "Experiment IV"                          | 20         | -          | -              | The Whole Story                                       |
| 1989 | "The Sensual World"                      | 12         | -          | 6              | The Sensual World                                     |
| 1989 | "This Woman's Work"                      | 25         | -          | -              | The Sensual World                                     |
| 1990 | "Love and Anger"                         | 38         | -          | 1              | The Sensual World                                     |
| 1991 | "Rocket Man"                             | 12         | -          | 11             | Two Rooms (Elton John hyldest album)                  |
| 1993 | "Rubberband Girl"                        | 12         | 88         | 7              | The Red Shoes                                         |
| 1993 | "Eat the Music"                          | -          | -          | 10             | The Red Shoes                                         |
| 1993 | "Moments Of Pleasure"                    | 26         | -          | -              | The Red Shoes                                         |
| 1994 | "The Red Shoes"                          | 21         | -          | -              | The Red Shoes                                         |
| 1994 | "And So Is Love"                         | 26         | -          | -              | The Red Shoes                                         |
| 1994 | "The Man I Love"                         | 27         | -          | -              | The Glory of Gershwin (George Gershwin hyldest album) |
| 2005 | "King Of the Mountain"                   | 4          | -          | -              | Aerial                                                |

## Videoer
- 1981 Live at the Hammersmith Odeon
- 1983 The Single File
- 1986 Hair of the Hound
- 1986 The Whole Story
- 1989 The Sensual World: The Videos
- 1994 The Line, the Cross and the Curve